# Broadway Danny Rose
Broadway Danny Rose es una película de 1984 de Woody Allen que parodia a la mafia y que rinde un homenaje a los comediantes stand-up (que se paran frente a un público, en clubes o bares, a hacer su acto), ya que el cineasta mismo comenzó así su carrera. La cinta está filmada en blanco y negro.
Con secuencias llenas de acción, persecuciones y humor físico, además de la indispensable presencia de notables comediantes stand-up, Allen cuenta la historia de Danny Rose, un decadente representante de artistas que se ve enredado en problemas con la mafia debido a los amoríos de su mejor cliente.
La película es una muestra de la capacidad del cineasta para crear situaciones cómicas, y un claro ejemplo es la fuga de helio en una persecución que envuelve al personaje principal y a ciertos mafiosos: la voz de todos se distorsiona hasta la caricatura a causa del gas.

## Reparto
- Woody Allen - Danny Rose
- Mia Farrow - Tina Vitale
- Nick Apollo Forte - Lou Canova
- Craig Vandenburgh - Ray Webb
- Herb Reynolds - Barney Dunn
- Paul Greco - Vito Rispoli
- Frank Renzulli - Joe Rispoli
- Jack Rollins - él mismo
- Tony Turca - Rocco
- Michael Badalucco - Money Ripper
- Danny Aiello - (sin acreditar)
- Sammy Davis Jr. - Thanksgiving Parade's Grand Marshall (sin acreditar)